# Péguy Luyindula Makanda
Péguy Luyindula (Kinshasa, 25 de maig de 1979) és un exfutbolista professional francès d'origen africà, que ocupava la posició de davanter.

## Trajectòria esportiva
Comença a destacar al Niort. El 1998 fitxa per l'RC Strasbourg, amb qui juga 85 partits i marca 19 gols en quatre temporades. Després d'Estrasburg, el davanter continua per altres equips grans de la Ligue 1: Olympique de Lió i Olympique de Marsella, que el cedirà a l'AJ Auxerre i al Llevant UE, de la primera divisió espanyola.
El gener del 2007 deixa l'equip valencià (on estava cedit) per incorporar-se a la disciplina del Paris Saint-Germain FC.
Ha estat internacional amb la selecció francesa en vuit ocasions, marcant un gol davant Bòsnia.

## Títols
- Campionat de França de futbol: 2002, 2003 i 2004
- Copa francesa de futbol: 2001
- Trophée des Champions: 2002
- Copa de la Lliga francesa de futbol: 2008